# (9856) 1991 EE
(9856) 1991 EE est un astéroïde Apollon potentiellement dangereux de 1,0 km de diamètre découvert en 1991.

## Description
(9856) 1991 EE a été découvert le 13 mars 1991 à l'observatoire de Kitt Peak, situé dans l'Arizona (États-Unis), par le projet Spacewatch de l’université de l'Arizona.

### Caractéristiques orbitales
L'orbite de cet astéroïde est caractérisée par un demi-grand axe de 2,24 UA, un périhélie de 0,84 UA, une excentricité de 0,63 et une inclinaison de 9,83° par rapport à l'écliptique. Du fait de ces caractéristiques, à savoir un demi-grand axe supérieur à 1 UA et un périhélie inférieur à 1,017 UA, il est classé comme astéroïde Apollon. Il est en outre considéré comme un objet potentiellement dangereux, car sa distance minimale à l'orbite terrestre est inférieure à 0,05 UA et son diamètre est d'au moins 150 mètres

### Caractéristiques physiques
(9856) 1991 EE a une magnitude absolue (H) de 17,4 et un albédo estimé à 0,3, ce qui permet de calculer un diamètre de 1,0 km.